# 馬科斯·加維
馬科斯·加維（英語：Marcus Garvey；1887年8月17日—1940年6月10日） 是20世纪初牙買加的政治家、出版商、記者、企业家和演說家，為环球黑人改进协会和非洲社群联盟的创始人。他是黑人民族主義者和泛非主義者，被認定為黑人民族主義先驱。他的政治思想被称为加维主义。

## 生平
他出生于牙买加，在牙买加创建了环球黑人改进协会和非洲社群联盟，该协会分支机构最多时达到30多个，分布在美国和加勒比国家。还创办了黑人报纸、各种类型的商店、黑星轮船公司。他鼓吹黑人重返非洲，激发黑人种族自豪感。凭借杰出的演讲能力，赢得了中下层黑人的拥护。